# 영취산 (전남)
영취산(靈鷲山)은 전라남도 여수시에 있는 산이다.
키가 낮은 30에서 40년생 진달래가 군락을 이루고 있어 4월이면 약 15만평에 진달래꽃이 만개하고, 특히 산 중턱에서 정상까지 꽃으로 거의 뒤덮여 마치 산이 활활 불타오르는 듯한 장관을 연출한다.

## 같이 보기
- 한국의 산